# Badminton 1898
Höhepunkt des Badmintonjahres 1898 waren die Guildford Open, die als das erste offizielle Badmintonturnier gelten. Sie wurden am 10. März 1898 in Guildford ausgetragen, wobei nur die drei Doppeldisziplinen ausgespielt wurden. Aus den Guildford Open entstanden die All England, die erstmals am 4. April des Folgejahres stattfanden.
==Internationale Veranstaltungen ==
| Veranstaltung  | Herreneinzel | Dameneinzel | Herrendoppel                    | Damendoppel             | Mixed                    |
| -------------- | ------------ | ----------- | ------------------------------- | ----------------------- | ------------------------ |
| Guildford Open | -            | -           | D. Oakes Stewart Marsden Massey | Daisey St. John Cammell | D. Oakes Daisey St. John |

## Terminkalender
| Veranstaltung  | Ort       | Datum         |
| -------------- | --------- | ------------- |
| Guildford Open | Guildford | 10. März 1898 |